# Ptilinopus leclancheri
Ptilinopus leclancheri е вид птица от семейство Гълъбови (Columbidae).

## Разпространение
Видът е разпространен в Китай и Филипините.